# فال ریور (ماساچوست)
فال ریور(به انگلیسی: Fall River) شهری در شهرستان بریستول ایالت ماساچوست می‌باشد که در سال ۱۸۰۳ بنیان‌گذاری شده‌است. این شهر در سرشماری سال ۲۰۱۰ میلادی، ۸۸٬۸۵۷ نفر جمعیت داشته‌است.

## نگارخانه

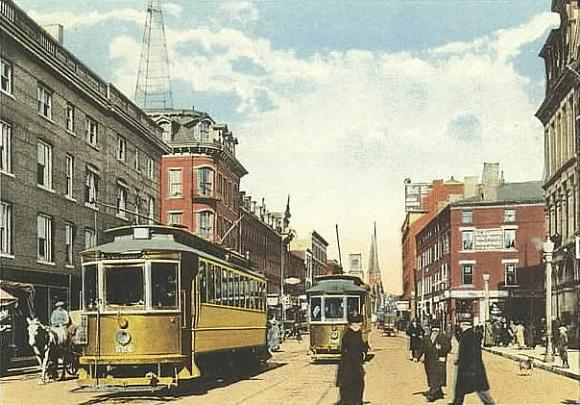
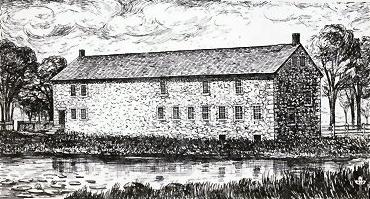